# The Commitments
 The Commitments és una pel·lícula d'Alan Parker estrenada el 1991, l'estrena les tres novel·les de la trilogia de Barrytown, obra de l'escriptor irlandès Roddy Doyle. Es tracta de la història d'alguns joves aturats del nord de Dublín (Irlanda), que decideixen fundar un grup de música soul.

## Argument
En els anys 1980, Jimmy Rabbitte, a la vintena, fa circular cassets de soul a North Side, un barri obrer de Dublín. És el mànager d'Outspan Foster i Derek Scully, guitarrista i contrabaixista fets fora fa poc d'un petit grup d'animació de matrimonis. Tenen ganes de parar de "patir" i volen formar un grup de soul irlandés. Jimmy Rabbitte organitza a casa dels seus pares, amb qui viu, un càsting per trobar altres membres. Es presenta molta gent; més o menys tots els joves del barri mostren el que saben fer, en tots els estils (pop, música folk, punk, etc..) a totes les habitacions de la casa i fins al bany. La cua al carrer és tan llarga que alguns esperen pensant que es ven droga. Ningú no sembla comprendre que el grup està tocant soul. No és el gènere musical més escampat al barri...

## Cita famosa
"No enteneu els xicots ! Els irlandesos són els negres d'Europa ! A Dublín hi ha els negres d'Irlanda i els dels barris nord són els negres de Dublín"!

## Repartiment
- Robert Arkins: Jimmy Rabbitte (empresari del grup i cantant de Treat Her Right)
- Michael Aherne: Steven Clifford (piano)
- Angeline Ball: Imelda Quirke (corista)
- Dave Finnegan: Mickah Wallace (bateria)
- Bronagh Gallagher: Bernie McGloughlin (corista)
- Félim Gormley: Dean Fay (saxòfon)
- Glen Hansard: Outspan Foster (guitarra)
- Maria Doyle Kennedy: Natalie Murphy (corista)
- Dick Massey: Billy Mooney (bateria)
- Kenneth McCluskey: Derek Scully (baix)
- Johnny Murphy: Joey "The Lips" Fagan (trompeta)
- Andrew Strong: Deco Cuffe (cant)
- Andrea Corr: Sharon Rabbitte (germana de Jimmy)
- Colm Meaney: Jim Rabbitte Sr (pare de Jimmy)
- Rynagh O'Grady: mare de Bernie

## Banda Original
- Mustang Sally, de Wilson Pickett i Bonny Rice
- Take Me To The River, de Al Green i Mabon Hodges
- Chain Of Fools, de Aretha Franklin i Don Covay
- The Dark End Of The Street, de Dan Pen i Chips Moman
- Destination Anywhere, de Nickolas Ashford i Valerie Simpson
- I Can'T Stand The Rain, de Donald Bryant, Ann Peebles i Bernard Miller
- Try A Little Tenderness, de Harry Woods, Jimmy Campbell i Reg Connelly
- Treat Her Right, de Gene Kurtz i Roy Head
- Do Right Woman Do Right Man, de Dan Pen i Chips Moman
- Mr Pitiful, de Otis Redding i Steve Crooper
- I Never Loved A Man, de Ronnie Shannon
- In The Midnight Hour, de Wilson Pickett i Steve Crooper
- Bye Bye Baby, de Mary Wells
- Slip Away, de Wilbur Terrell, Marcus Daniels i William Armstrong

## The Stars from The Commitments
De resultes de la pel·lícula, es va crear un grup de músics, The Stars from The Commitments, que torna amb els estàndards interpretats a la pel·lícula així com d'altres famosos títols de la música soul. El grup existeix i ha fet més de 1500 concerts a les quatre cantonades del món.
Dos dels músics originals de la pel·lícula són membres d'aquesta formació, Dick Massey i Kenneth McCluskey.

## Premis i nominacions

### Premis
- 1992. BAFTA a la millor pel·lícula
- 1992. BAFTA a la millor direcció per Alan Parker
- 1992. BAFTA al millor guió adaptatper Dick Clement, Ian La Frenais i Roddy Doyle
- 1992. BAFTA al millor muntatge per Gerry Hambling

### Nominacions
- 1992. Oscar al millor muntatge per Gerry Hambling
- 1992. Globus d'Or a la millor pel·lícula musical o còmica
- 1992. BAFTA al millor actor secundari per Andrew Strong
- 1992. BAFTA al millor so per Clive Winter, Eddy Joseph, Andy Nelson i Tom Perry